# بیلی مالپاس
بیلی مالپاس (انگلیسی: Billy Malpass؛ 5 March 1867 – ۱۹۳۹ (۷۱−۷۲ سال)) بازیکن فوتبال بود.
از باشگاه‌هایی که در آن بازی کرده‌است می‌توان به باشگاه فوتبال ولورهمپتون واندررز اشاره کرد.